# Armin Lindner
Armin Lindner es un deportista de la RDA que compitió en judo. Ganó una medalla de bronce en el Campeonato Europeo de Judo de 1963, en la categoría de +80 kg.

## Palmarés internacional
| Campeonato Europeo | Campeonato Europeo | Campeonato Europeo | Campeonato Europeo |
| Año                | Lugar              | Medalla            | Categoría          |
| ------------------ | ------------------ | ------------------ | ------------------ |
| 1963               | Ginebra (Suiza)    | Medalla de bronce  | +80 kg             |